# Uganda vid världsmästerskapen i friidrott 2022
Uganda tävlade vid världsmästerskapen i friidrott 2022 i Eugene i USA mellan den 15 och 24 juli 2022. Uganda hade en trupp på 17 idrottare, varav 10 herrar och sju damer.

## Medaljörer
| Medalj | Idrottare        | Gren                   | Datum   |
| ------ | ---------------- | ---------------------- | ------- |
| Guld   | Joshua Cheptegei | Herrarnas 10 000 meter | 17 juli |
| Brons  | Jacob Kiplimo    | Herrarnas 10 000 meter | 17 juli |
| Brons  | Oscar Chelimo    | Herrarnas 5 000 meter  | 24 juli |

## Resultat

### Herrar
Gång- och löpgrenar
| Idrottare               | Gren         | Försöksheat | Försöksheat | Semifinal        | Semifinal        | Final            | Final            |
| Idrottare               | Gren         | Resultat    | Placering   | Resultat         | Placering        | Resultat         | Placering        |
| ----------------------- | ------------ | ----------- | ----------- | ---------------- | ---------------- | ---------------- | ---------------- |
| Tarsis Orogot           | 200 meter    | 20,44       | 22 0Q0      | 20,35            | 13               | Gick inte vidare | Gick inte vidare |
| Ronald Musagala         | 1 500 meter  | 3.40,87     | 37          | Gick inte vidare | Gick inte vidare | Gick inte vidare | Gick inte vidare |
| Oscar Chelimo           | 5 000 meter  | 13.24,24    | 9 0Q0       | —                | —                | 13.10,20 0SB0    | 3                |
| Joshua Cheptegei        | 5 000 meter  | 13.24,47    | 12 0Q0      | —                | —                | 13.13,12         | 9                |
| Peter Maru              | 5 000 meter  | 13.47,65    | 32          | —                | —                | Gick inte vidare | Gick inte vidare |
| Joshua Cheptegei        | 10 000 meter | —           | —           | —                | —                | 27.27,43 0SB0    | 1                |
| Jacob Kiplimo           | 10 000 meter | —           | —           | —                | —                | 27.27,97 0SB0    | 3                |
| Stephen Kissa           | 10 000 meter | —           | —           | —                | —                | 29.21,10 0SB0    | 24               |
| Filex Malewa Chemongesi | Maraton      | —           | —           | —                | —                | 2:12.16          | 34               |
| Jackson Kiprop          | Maraton      | —           | —           | —                | —                | 2:12.14          | 33               |
| Fred Musobo             | Maraton      | —           | —           | —                | —                | 2:13.58 0SB0     | 40               |

### Damer
Gång- och löpgrenar
| Idrottare           | Gren               | Försöksheat | Försöksheat | Semifinal | Semifinal | Final            | Final            |
| Idrottare           | Gren               | Resultat    | Placering   | Resultat  | Placering | Resultat         | Placering        |
| ------------------- | ------------------ | ----------- | ----------- | --------- | --------- | ---------------- | ---------------- |
| Halimah Nakaayi     | 800 meter          | 2.01,41     | 17 0Q0      | 2.01,05   | 19        | Gick inte vidare | Gick inte vidare |
| Winnie Nanyondo     | 1 500 meter        | 4.03,81     | 7 0q0       | 0DNF0     | 23 qR     | 4.01,98          | 8                |
| Esther Chebet       | 5 000 meter        | 15.26,40    | 23          | —         | —         | Gick inte vidare | Gick inte vidare |
| Mercyline Chelangat | 10 000 meter       | —           | —           | —         | —         | 31.28,26 0SB0    | 16               |
| Stella Chesang      | 10 000 meter       | —           | —           | —         | —         | 31.01,04 0NR0    | 14               |
| Immaculate Chemutai | Maraton            | —           | —           | —         | —         | 0DNF0            | 0DNF0            |
| Peruth Chemutai     | 3 000 meter hinder | 9.16,66     | 9 0q0       | —         | —         | 9.21,93          | 11               |